# Tour de France 1976
Le Tour de France 1976 est la 63e édition du Tour de France, course cycliste qui s'est déroulée du 24 juin au 18 juillet 1976 sur 22 étapes pour 4 017 km. L'épreuve est remportée par le grimpeur belge Lucien Van Impe.

## Généralités
- Eddy Merckx est forfait sur ce Tour.
- 13 formations de 10 coureurs prennent le départ de ce Tour.
- Le Tour passe 4 jours en Belgique.
- Dernier vainqueur du Tour, Bernard Thévenet abandonne à la 19e étape.
- Raymond Poulidor participe à son 14e et dernier Tour ; il le termine à la 3e place, ce qui en fait toujours le seul recordman du nombre de podiums (avec huit podiums) à l'âge de 40 ans.
- Freddy Maertens remporte huit étapes et gagne le maillot vert.
- Régis Ovion, vainqueur de la 13e étape, est déclassé pour dopage au profit de Willy Teirlinck.
- Gan-Mercier est la seule formation arrivée à Paris au complet ; elle s'adjuge d'ailleurs le classement aux points par équipes.
- Vitesse moyenne du vainqueur : 34,518 km/h.
- Le Néerlandais Aad Van den Hoek termine à la 87e et dernière place à plus de deux heures du vainqueur.

## Déroulement de la course

### Le contexte
L'élément principal de ce Tour de France est l'absence d'Eddy Merckx. Après avoir été terrassé par Bernard Thévenet en 1975, son début de saison 1976 est très difficile, malgré une septième victoire à Milan-San Remo. Il termine 8e d'un Tour d'Italie dominé par son vieux rival Felice Gimondi et au cours duquel il se blesse à la selle. Cette blessure le contraint à faire l'impasse sur le Tour.
Bernard Thévenet devient alors le favori logique à sa propre succession. Son principal rival paraît être Joop Zoetemelk, éternel dauphin du Cannibale et 4e du dernier Tour. Bien que le Belge Lucien Van Impe ait fini 3e du dernier Tour, bien peu voient en lui un possible vainqueur, sa seule ambition semble encore une fois être le classement de meilleur grimpeur. Raymond Poulidor veut quant à lui terminer sa carrière sur une bonne note et accrocher une bonne place au général. Luis Ocaña, bien qu'en nette perte de vitesse, vient de terminer 2e du Tour d'Espagne et reste un adversaire dangereux. On attend Freddy Maertens, dont les capacités en montagnes ne sont pas encore bien cernées, certains voyant en lui un possible vainqueur de grand Tour. Les grimpeurs de la KAS, Francisco Galdos et Vicente Lopez-Carril, devraient animer la montagne, tout comme le champion du monde Hennie Kuiper.

### Le festival Maertens
Le début de ce Tour verra Freddy Maertens réaliser une véritable razzia. Au prologue à St Jean de Monts, sur 8 km, il relègue Thévenet à 20 secondes, Zoetemelk à 22 secondes, Poulidor à 27 secondes et Ocaña à 28 secondes. Le lendemain, il récidive en remportant la 1re étape au sprint à Angers. Après la victoire de Giovanni Battaglin à Caen, le Belge remet ça sur le premier grand rendez-vous de ce Tour, le contre-la-montre de 37 km au Touquet : il relègue Pollentier à 1 min 37 s, les favoris étant relégués à plus de 3 minutes. En Belgique, Hennie Kuiper gagne à Bornem avant de participer grandement à la victoire de son équipe la Ti-Raleigh dans le contre-la-montre par équipe le lendemain. L'étape des ballons d'Alsace ne fait pas de sélection majeure et Freddy Maertens s'impose encore, si bien qu'au pied des Alpes, le Belge possède 2 min 04 s sur Michel Pollentier et 3 min 16 s sur Hennie Kuiper.

### Le duo Van Impe / Zoetemelk se détache
La première étape des Alpes se termine à l'Alpe d'Huez et les premiers enseignements sont tirés : Van Impe et Zoetemelk semblent au-dessus du lot. Le Néerlandais battant au sprint le Belge au sommet. Galdos est à 58 secondes, Baronchelli perd 1 min 45 s. Quant à Thévenet et Poulidor, ils sont à 2 minutes.
À Montgenèvre, les leaders se neutralisent. Zoetemelk s'impose encore devant Thévenet et Van Impe, roue dans roue. Galdos est à 10 secondes et Poulidor à 13 secondes. Hennie Kuiper termine à 27 secondes et Pollentier à 1 min 05 s.
À la sortie des Alpes, Van Impe est en jaune pour 7 secondes devant Zoetemelk. Poulidor est 3e à 1 min 36 s.

### Les Pyrénées consacrent Van Impe
Après l'échappée fleuve en solitaire de l'Espagnol Viejo à Manosque, arrivé avec près de 23 minutes d'avance sur le peloton, les Pyrénées se présentent aux coureurs.
La première étape Pyrénéenne amène les coureurs à Pyrénées 2000, via le col de Jau. Raymond Delisle, coéquipier de Bernard Thévenet chez Peugeot, fait un exploit et s'impose avec 4 min 59 s d'avance sur Menendez et 5 min 14 s sur Panizza. Chez les favoris, Pollentier est à 6 min 26 s et Zoetemelk à 6 min 57 s, tout comme Poulidor et Van Impe. Thévenet a eu un ennui mécanique près de l'arrivée et a cédé du terrain. Mais l'équipe Peugeot n'a pas tout perdu puisqu'elle récupère le maillot jaune avec Delisle, qui possède désormais 2 min 41 s d'avance sur Van Impe et 2 min 47 s sur Zoetemelk.
A Saint-Gaudens, le Belge Willy Teirlinck s'impose devant 6 autres coureurs légèrement détachés du peloton, parmi lesquels Poulidor et Kuiper, ce dernier subissant une lourde chute près de l'arrivée. Le Hollandais abandonnera le lendemain, victime de nouveau d'une chute.

### Saint Lary-Soulan: Van Impe vainqueur par KO
L'étape suivante est l'étape reine de ce Tour. Elle relie Saint-Gaudens à Saint Lary Soulan, par les cols de Mente, du Portillon, de Peyresourde et enfin la montée vers le Pla d'Adet. Un groupe de 14 coureurs s'est détaché. Elle comprend notamment Freddy Maertens, encore bien placé pour un top 10 au général, Luis Ocaña, qui veut « casser la baraque » dans ses Pyrénées après une traversée des Alpes très décevante, son coéquipier Pedro Torres, l'Italien Riccomi, Pesarrodona, vainqueur d'Ocaña sur le dernier Tour d'Espagne, ou encore Bellini, le maillot à pois.
Derrière, 6 minutes derrière le groupe d'échappés, dans le peloton, le Tour se joue. Dans le col du Portillon, Cyrille Guimard, directeur sportif de Van Impe, voit que Thévenet et Zoetemelk ne sont pas dans un bon jour. Il ordonne à Van Impe d'attaquer. D'abord hésitant étant donné la distance qui reste encore à couvrir, le petit Belge s'exécute. Zoetemelk n'y va pas, ne croyant pas à la chevauchée un peu folle du protégé de Guimard. Le maillot jaune Delisle ne bouge pas non plus. Quant à Thévenet, il est au plus mal et va vivre un véritable cauchemar. Il franchira la ligne d'arrivée avec plus de 13 minutes de retard et abandonnera à quelques jours de l'arrivée, malade.
Dans le col de Peyresourde, Van Impe revient d'abord sur Freddy Maertens, qui limitera néanmoins la casse à l'arrivée. Il revient sur le groupe de tête, puis se détache avec Ocaña. L'Espagnol passe le sommet de Peyresourde en tête avec Van Impe. Dans la plaine, Riccomi est parvenu à recoller, et Ocaña se dépense sans compter.
Enfin, Van Impe part seul au Pla d'Adet et gagne avec 3 minutes d'avance sur Zoetemelk et 3 minutes 45 sur Riccomi. Le Tour est plié.

### Duel pour les places d'honneur
Le lendemain, Wladimiro Panizza s'impose à Pau dans une étape qui comportait les col d'Aspin, du Tourmalet et de l'Aubisque. Mais quelque peu sonnés par la démonstration de Van Impe la veille et sans doute fatigués, cette étape ne donna pas le spectacle escompté. Panizza s'impose en solitaire devant un groupe de 8 coureurs parmi lesquels Pollentier.
Dans le contre-la-montre d'Auch, le spécialiste Ferdinand Bracke s'impose, devançant Knudsen de 8 secondes et Maertens de 11 secondes. Van Impe surprend en finissant 4e à 51 secondes ! Galvanisé par le maillot jaune, il prend encore du temps à Pollentier, relégué à 1 min 01 s. Poulidor à 1 min 04 s. Quant à Zoetemelk, il semble avoir rendu les armes : il termine 10e à 2 min 08 s.
Puis, Freddy Maertens reprend son récital en s'imposant au sprint dans les deux demi-étapes de Langon et Lacanau. Néanmoins, un petit évènement se produit à Bordeaux, puisque Karstens réussit à le battre !
La veille de l'arrivée a lieu l'étape du Puy de Dôme. C'est Joop Zoetemelk qui s'impose à Van Impe pour 12 secondes, ce dernier devant s'incliner dans les derniers lacets. Francisco Galdos est 3e. Mais le fait du jour est la très bonne montée de Raymond Poulidor, qui, en terminant 4e à 32 secondes, rejoint Delisle sur la 3e marche du podium. Les deux coureurs vont donc se départager lors du contre-la-montre de 6 km des Champs-Elysées!
L'inévitable Freddy Maertens s'impose avec 11 secondes d'avance sur Zoetemelk et le vétéran Poulidor, qui gagne finalement son duel avec Delisle ! La deuxième semi-étape aux Champs-Élysées revient à Gerben Karstens, qui prend le meilleur sur Maertens.

## Étapes

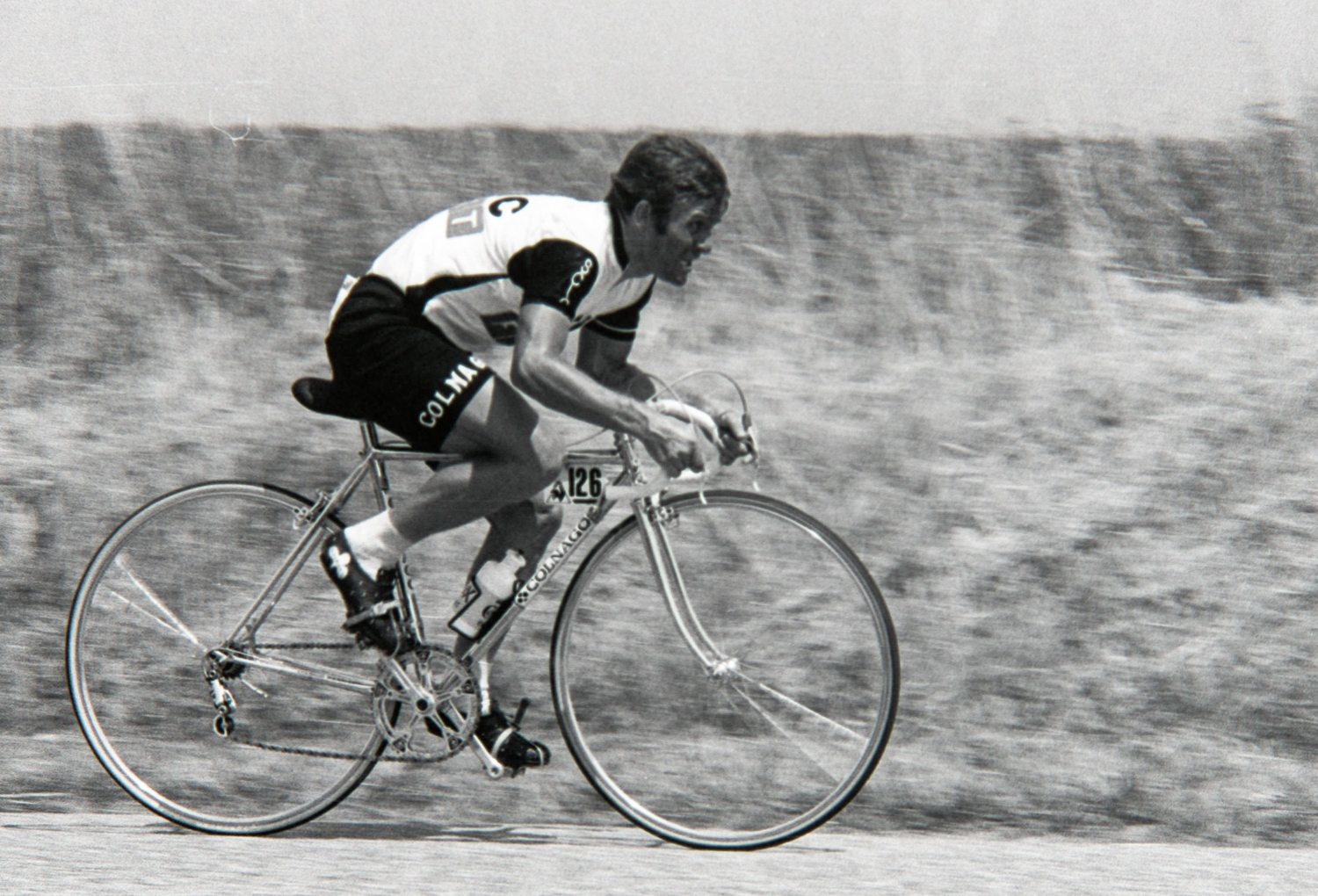
Wladimiro Panizza durant le Tour de France 1976.

| Étape,        | Date        | Villes étapes                                   |                              | Distance (km)         | Vainqueur d’étape     | Leader du classement général |
| ------------- | ----------- | ----------------------------------------------- | ---------------------------- | --------------------- | --------------------- | ---------------------------- |
| Prologue      | 24 juin     | Merlin-Plage – Saint-Jean-de-Monts              | Contre-la-montre individuel  | 8                     | Freddy Maertens       | Freddy Maertens              |
| 1re étape     | 25 juin     | Saint-Jean-de-Monts – Angers                    | Étape de plaine              | 173                   | Freddy Maertens       | Freddy Maertens              |
| 2e étape      | 26 juin     | Angers – Caen                                   | Étape de plaine              | 236,5                 | Giovanni Battaglin    | Freddy Maertens              |
| 3e étape      | 27 juin     | Le Touquet-Paris-Plage – Le Touquet-Paris-Plage | Contre-la-montre individuel  | 37                    | Freddy Maertens       | Freddy Maertens              |
| 4e étape      | 28 juin     | Le Touquet-Paris-Plage – Bornem (BEL)           | Étape de plaine              | 258                   | Hennie Kuiper         | Freddy Maertens              |
| 5e étape (a)  | 29 juin     | Louvain (BEL) – Louvain (BEL)                   | Contre-la-montre par équipes | 4,3                   | TI-Raleigh            | Freddy Maertens              |
| 5e étape (b)  | 29 juin     | Louvain (BEL) – Verviers (BEL)                  | Étape de plaine              | 144                   | Miguel María Lasa     | Freddy Maertens              |
| 6e étape      | 30 juin     | Bastogne (BEL) – Nancy                          | Étape de plaine              | 209                   | Aldo Parecchini       | Freddy Maertens              |
| 7e étape      | 1er juillet | Nancy – Mulhouse                                | Étape de moyenne montagne    | 205,5                 | Freddy Maertens       | Freddy Maertens              |
| 8e étape      | 2 juillet   | Beaulieu - Valentigney – Divonne-les-Bains      | Étape de moyenne montagne    | 220,5                 | Jacques Esclassan     | Freddy Maertens              |
|               | 3 juillet   | Divonne-les-Bains                               | Jour de repos                | Journée de repos no 1 | Journée de repos no 1 | Journée de repos no 1        |
| 9e étape      | 4 juillet   | Divonne-les-Bains – L'Alpe d'Huez               | Étape de montagne            | 258                   | Joop Zoetemelk        | Lucien Van Impe              |
| 10e étape     | 5 juillet   | Le Bourg-d'Oisans – Montgenèvre                 | Étape de montagne            | 166                   | Joop Zoetemelk        | Lucien Van Impe              |
| 11e étape     | 6 juillet   | Montgenèvre – Manosque                          | Étape de montagne            | 224                   | José Luis Viejo       | Lucien Van Impe              |
|               | 7 juillet   | Port-Barcarès                                   | Jour de repos                | Journée de repos no 2 | Journée de repos no 2 | Journée de repos no 2        |
| 12e étape     | 8 juillet   | Port-Barcarès – Pyrénées 2000                   | Étape de montagne            | 205,5                 | Raymond Delisle       | Raymond Delisle              |
| 13e étape     | 9 juillet   | Font-Romeu – Saint-Gaudens                      | Étape de montagne            | 188                   | Willy Teirlinck       | Raymond Delisle              |
| 14e étape     | 10 juillet  | Saint-Gaudens – Saint-Lary-Soulan - Pla d'Adet  | Étape de montagne            | 139                   | Lucien Van Impe       | Lucien Van Impe              |
| 15e étape     | 11 juillet  | Saint-Lary-Soulan – Pau                         | Étape de montagne            | 195                   | Wladimiro Panizza     | Lucien Van Impe              |
| 16e étape     | 12 juillet  | Pau – Fleurance                                 | Étape de plaine              | 152                   | Michel Pollentier     | Lucien Van Impe              |
| 17e étape     | 13 juillet  | Fleurance – Auch                                | Contre-la-montre individuel  | 39                    | Ferdinand Bracke      | Lucien Van Impe              |
| 18e étape (a) | 14 juillet  | Auch – Langon                                   | Étape de plaine              | 86                    | Freddy Maertens       | Lucien Van Impe              |
| 18e étape (b) | 14 juillet  | Langon – Lacanau-Océan                          | Étape de plaine              | 123                   | Freddy Maertens       | Lucien Van Impe              |
| 18e étape (c) | 14 juillet  | Lacanau-Océan – Bordeaux                        | Étape de plaine              | 70,5                  | Gerben Karstens       | Lucien Van Impe              |
| 19e étape     | 15 juillet  | Sainte-Foy-la-Grande – Tulle                    | Étape de plaine              | 219,5                 | Hubert Mathis         | Lucien Van Impe              |
| 20e étape     | 16 juillet  | Tulle – Puy de Dôme - Chamalières - Royat       | Étape de montagne            | 220                   | Joop Zoetemelk        | Lucien Van Impe              |
| 21e étape     | 17 juillet  | Montargis – Versailles                          | Étape de plaine              | 145,5                 | Freddy Maertens       | Lucien Van Impe              |
| 22e étape (a) | 18 juillet  | Paris - Circuit des Champs-Élysées              | Contre-la-montre individuel  | 6                     | Freddy Maertens       | Lucien Van Impe              |
| 22e étape (b) | 18 juillet  | Paris - Circuit des Champs-Élysées              | Étape de plaine              | 91                    | Gerben Karstens       | Lucien Van Impe              |

1. ↑  L'étape est initialement remportée par Régis Ovion, qui sera par la suite déclassé après un contrôle antidopage positif.

## Classements

### Classement général final

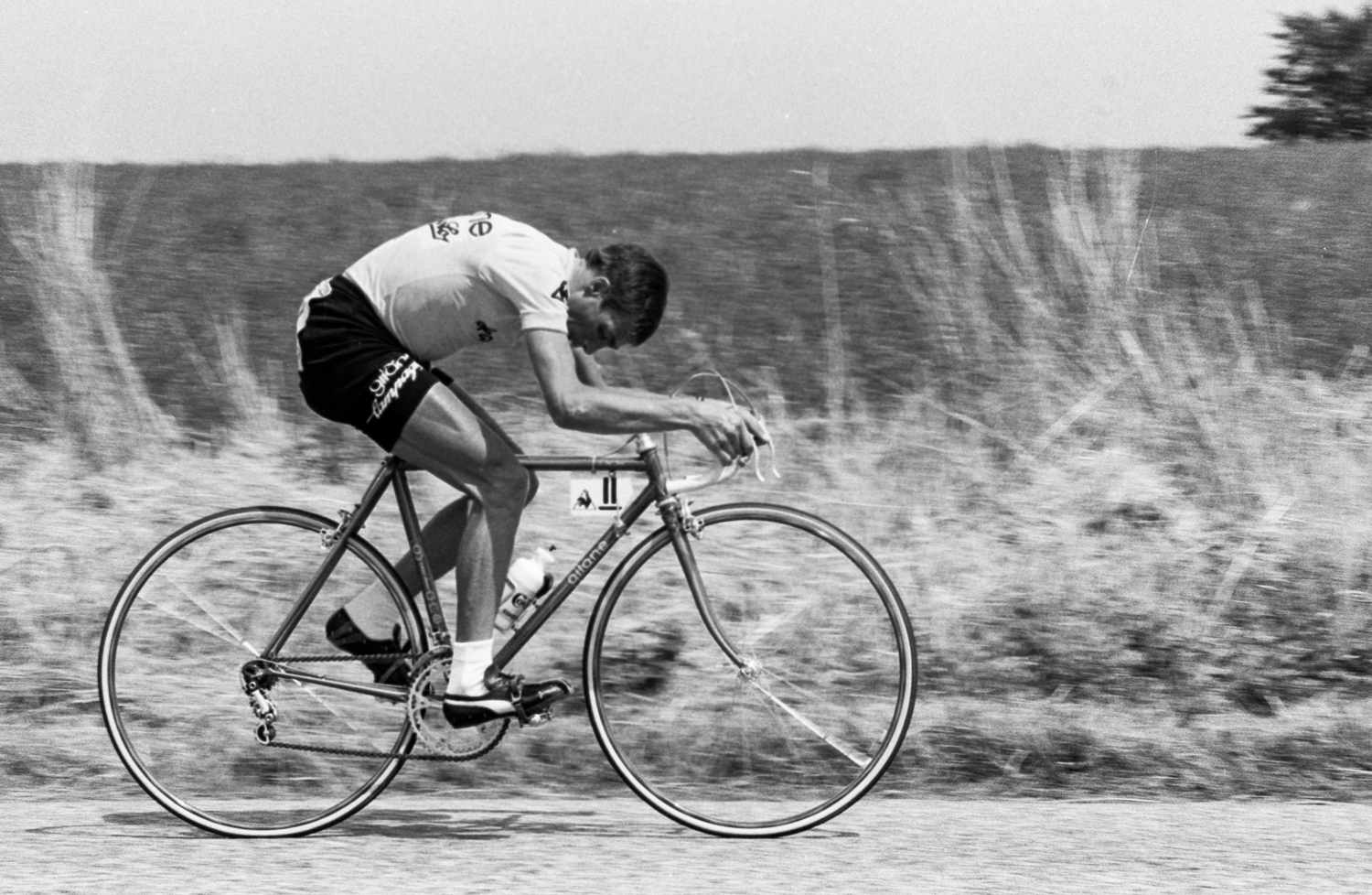
Lucien Van Impe durant le Tour de France 1976

| Classement général | Classement général       | Classement général | Classement général        | Classement général   |
|                    | Coureur                  | Pays               | Équipe                    | Temps                |
| ------------------ | ------------------------ | ------------------ | ------------------------- | -------------------- |
| 1er                | Lucien Van Impe          | Belgique           | Gitane-Campagnolo         | en 116 h 22 min 23 s |
| 2e                 | Joop Zoetemelk           | Pays-Bas           | Gan-Mercier-Hutchinson    | + 4 min 14 s         |
| 3e                 | Raymond Poulidor         | France             | Gan-Mercier-Hutchinson    | + 12 min 8 s         |
| 4e                 | Raymond Delisle          | France             | Peugeot-Esso-Michelin     | + 12 min 17 s        |
| 5e                 | Walter Riccomi           | Italie             | Scic-Fiat                 | + 12 min 39 s        |
| 6e                 | Francisco Galdós         | Espagne            | Kas-Campagnolo            | + 14 min 50 s        |
| 7e                 | Michel Pollentier        | Belgique           | Flandria-Velda            | + 14 min 59 s        |
| 8e                 | Freddy Maertens          | Belgique           | Flandria-Velda            | + 16 min 9 s         |
| 9e                 | Fausto Bertoglio         | Italie             | Jollj Ceramica-Decor (en) | + 16 min 36 s        |
| 10e                | Vicente López Carril     | Espagne            | Kas-Campagnolo            | + 19 min 28 s        |
| 11e                | José Pesarrodona         | Espagne            | Kas-Campagnolo            | + 21 min 14 s        |
| 12e                | José Martins             | Portugal           | Kas-Campagnolo            | + 21 min 45 s        |
| 13e                | Wladimiro Panizza        | Italie             | Scic-Fiat                 | + 22 min 8 s         |
| 14e                | Luis Ocaña               | Espagne            | Super Ser (es)            | + 25 min 8 s         |
| 15e                | Raymond Martin           | France             | Gitane-Campagnolo         | + 25 min 35 s        |
| 16e                | Giancarlo Bellini        | Italie             | Brooklyn                  | + 26 min 43 s        |
| 17e                | Pedro Torres             | Espagne            | Super Ser (es)            | + 32 min 44 s        |
| 18e                | Ronald De Witte          | Belgique           | Brooklyn                  | + 34 min 21 s        |
| 19e                | Ferdinand Julien         | France             | Lejeune-BP                | + 36 min 29 s        |
| 20e                | Robert Bouloux           | France             | Jobo-Wolber-La France     | + 39 min 54 s        |
| 21e                | Georges Talbourdet       | France             | Gan-Mercier-Hutchinson    | + 41 min 35 s        |
| 22e                | Jean-Pierre Danguillaume | France             | Peugeot-Esso-Michelin     | + 41 min 42 s        |
| 23e                | Enrique Martínez Heredia | Espagne            | Kas-Campagnolo            | + 44 min 50 s        |
| 24e                | Alain Meslet             | France             | Gitane-Campagnolo         | + 46 min 20 s        |
| 25e                | Antonio Martos           | Espagne            | Kas-Campagnolo            | + 47 min 42 s        |
| modifier           |                          |                    |                           |                      |

### Classements annexes finals

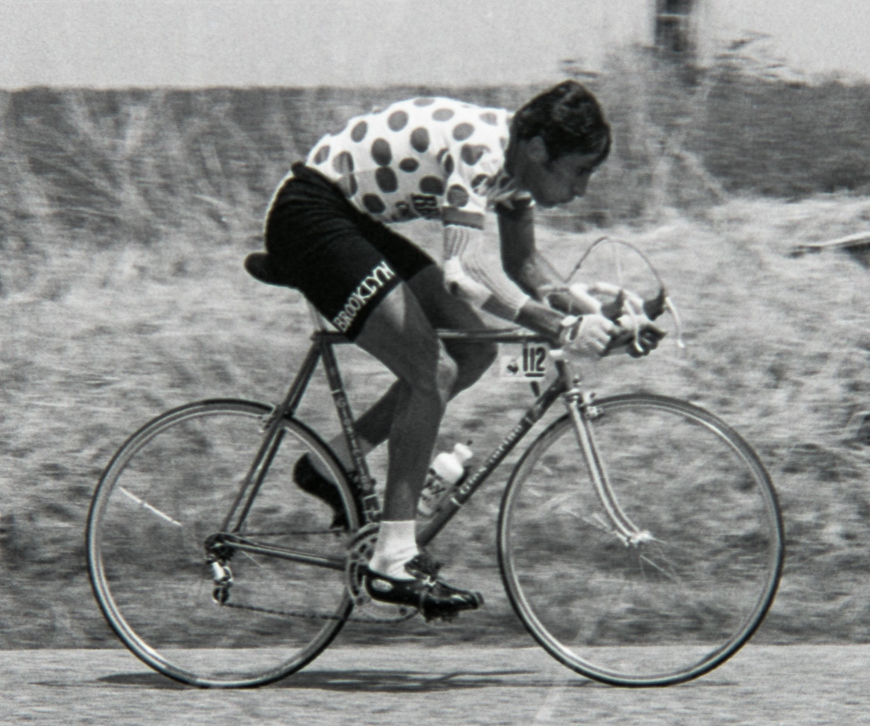
Le vainqueur du maillot à pois, Giancarlo Bellini, lors de la course

Giancarlo Bellini ôta la victoire au classement de la montagne à Lucien Van Impe le dernier jour, profitant des points qui étaient alors attribués au sommet des Champs-Élysées.
| Classement par points, | Classement par points, | Classement par points, | Classement par points,    | Classement par points, |
| ---------------------- | ---------------------- | ---------------------- | ------------------------- | ---------------------- |
|                        | Coureur                | Pays                   | Équipe                    | Point(s)               |
| 1er                    | Freddy Maertens        | Belgique               | Flandria-Velda            | 293 points             |
| 2e                     | Pierino Gavazzi        | Italie                 | Jollj Ceramica-Decor (en) | 140 pts                |
| 3e                     | Jacques Esclassan      | France                 | Peugeot-Esso-Michelin     | 128 pts                |
| 4e                     | Enrico Paolini         | Italie                 | Scic-Fiat                 | 122 pts                |
| 5e                     | Gerben Karstens        | Pays-Bas               | TI-Raleigh-Campagnolo     | 108 pts                |
| 6e                     | Michel Pollentier      | Belgique               | Flandria-Velda            | 90 pts                 |
| 7e                     | Régis Delépine         | France                 | Gan-Mercier-Hutchinson    | 79 pts                 |
| 8e                     | Joop Zoetemelk         | Pays-Bas               | Gan-Mercier-Hutchinson    | 78 pts                 |
| 9e                     | Wladimiro Panizza      | Italie                 | Scic-Fiat                 | 73 pts                 |
| 10e                    | Raymond Poulidor       | France                 | Gan-Mercier-Hutchinson    | 72 pts                 |
| modifier               |                        |                        |                           |                        |

| Classement du meilleur grimpeur, | Classement du meilleur grimpeur, | Classement du meilleur grimpeur, | Classement du meilleur grimpeur, | Classement du meilleur grimpeur, |
| -------------------------------- | -------------------------------- | -------------------------------- | -------------------------------- | -------------------------------- |
|                                  | Coureur                          | Pays                             | Équipe                           | Point(s)                         |
| 1er                              | Giancarlo Bellini                | Italie                           | Brooklyn                         | 170 points                       |
| 2e                               | Lucien Van Impe                  | Belgique                         | Gitane-Campagnolo                | 169 pts                          |
| 3e                               | Joop Zoetemelk                   | Pays-Bas                         | Gan-Mercier-Hutchinson           | 119 pts                          |
| 4e                               | Francisco Galdós                 | Espagne                          | Kas-Campagnolo                   | 85 pts                           |
| 5e                               | Raymond Poulidor                 | France                           | Gan-Mercier-Hutchinson           | 81 pts                           |
| 6e                               | Pedro Torres                     | Espagne                          | Super Ser (es)                   | 65 pts                           |
| 7e                               | Raymond Delisle                  | France                           | Peugeot-Esso-Michelin            | 63 pts                           |
| 8e                               | Antonio Menendez                 | Espagne                          | Kas-Campagnolo                   | 59 pts                           |
| 9e                               | Luciano Conati                   | Italie                           | Scic-Fiat                        | 56 pts                           |
| 10e                              | Walter Riccomi                   | Italie                           | Scic-Fiat                        | 49 pts                           |
| modifier                         |                                  |                                  |                                  |                                  |

| Classement général du meilleur jeune | Classement général du meilleur jeune | Classement général du meilleur jeune | Classement général du meilleur jeune | Classement général du meilleur jeune |
|                                      | Coureur                              | Pays                                 | Équipe                               | Temps                                |
| ------------------------------------ | ------------------------------------ | ------------------------------------ | ------------------------------------ | ------------------------------------ |
| 1er                                  | Enrique Martínez Heredia             | Espagne                              | Kas-Campagnolo                       | en 117 h 7 min 13 s                  |
| 2e                                   | Alain Meslet                         | France                               | Gitane-Campagnolo                    | + 1 min 30 s                         |
| 3e                                   | Bert Pronk                           | Pays-Bas                             | TI-Raleigh-Campagnolo                | + 3 min 49 s                         |
| 4e                                   | Christian Seznec                     | France                               | Gan-Mercier-Hutchinson               | + 9 min 2 s                          |
| 5e                                   | Hubert Mathis                        | France                               | Miko-De Gribaldy-Superia             | + 15 min 13 s                        |
| 6e                                   | Michel Le Denmat                     | France                               | Lejeune-BP                           | + 44 min 55 s                        |
| 7e                                   | Iwan Schmid (en)                     | Suisse                               | Flandria-Velda                       | + 56 min 2 s                         |
| 8e                                   | Hubert Arbes                         | France                               | Gitane-Campagnolo                    | + 1 h 2 min 18 s                     |
| 9e                                   | André Chalmel                        | France                               | Gitane-Campagnolo                    | + 1 h 23 min 59 s                    |
| 10e                                  | Paul Wellens                         | Belgique                             | Miko-De Gribaldy-Superia             | + 1 h 29 min 21 s                    |
| modifier                             |                                      |                                      |                                      |                                      |

| Classement des sprints intermédiaires | Classement des sprints intermédiaires | Classement des sprints intermédiaires | Classement des sprints intermédiaires | Classement des sprints intermédiaires |
| ------------------------------------- | ------------------------------------- | ------------------------------------- | ------------------------------------- | ------------------------------------- |
|                                       | Coureur                               | Pays                                  | Équipe                                | Point(s)                              |
| 1er                                   | Robert Mintkiewicz                    | France                                | Gitane-Campagnolo                     | 54 points                             |
| 2e                                    | Freddy Maertens                       | Belgique                              | Flandria-Velda                        | 37 pts                                |
| 3e                                    | Marcello Osler                        | Italie                                | Brooklyn                              | 24 pts                                |
| 4e                                    | Pedro Torres                          | Espagne                               | Super Ser (es)                        | 14 pts                                |
| 5e                                    | Willy Teirlinck                       | Belgique                              | Gitane-Campagnolo                     | 13 pts                                |
| 6e                                    | Pierino Gavazzi                       | Italie                                | Jollj Ceramica-Decor (en)             | 12 pts                                |
| 7e                                    | Régis Delépine                        | France                                | Gan-Mercier-Hutchinson                | 11 pts                                |
| 8e                                    | Éric Lalouette                        | France                                | Lejeune-BP                            | 10 pts                                |
| 9e                                    | Michel Pollentier                     | Belgique                              | Flandria-Velda                        | 9 pts                                 |
| 10e                                   | Jacques Esclassan                     | France                                | Peugeot-Esso-Michelin                 | 9 pts                                 |
| modifier                              |                                       |                                       |                                       |                                       |

| Classement par équipes | Classement par équipes    | Classement par équipes | Classement par équipes |
|                        | Équipe                    | Pays                   | Temps                  |
| ---------------------- | ------------------------- | ---------------------- | ---------------------- |
| 1re                    | Kas-Campagnolo            | Espagne                | en 350 h 5 min 39 s    |
| 2e                     | Gan-Mercier-Hutchinson    | France                 | + 9 min 20 s           |
| 3e                     | Scic-Fiat                 | Italie                 | + 28 min 2 s           |
| 4e                     | Peugeot-Esso-Michelin     | France                 | + 30 min 49 s          |
| 5e                     | Gitane-Campagnolo         | France                 | + 40 min 3 s           |
| 6e                     | Super Ser (es)            | Espagne                | + 43 min 5 s           |
| 7e                     | Jollj Ceramica-Decor (en) | Italie                 | + 1 h 1 min 55 s       |
| 8e                     | Flandria-Velda            | Belgique               | + 1 h 18 min 43 s      |
| 9e                     | Lejeune-BP                | France                 | + 1 h 37 min 53 s      |
| 10e                    | Jobo-Wolber-La France     | France                 | + 1 h 43 min 45 s      |
| modifier               |                           |                        |                        |

| Classement par équipes par points, | Classement par équipes par points, | Classement par équipes par points, | Classement par équipes par points, | Classement par équipes par points, |
|                                    | Équipes                            | Pays                               |                                    | Point(s)                           |
| ---------------------------------- | ---------------------------------- | ---------------------------------- | ---------------------------------- | ---------------------------------- |
| 1re                                | Gan-Mercier-Hutchinson             | France                             |                                    | 886                                |
| 2e                                 | Scic-Fiat                          | Italie                             |                                    | 1 331                              |
| 3e                                 | Peugeot-Esso-Michelin              | France                             |                                    | 1 472                              |
| 4e                                 | Flandria-Velda                     | Belgique                           |                                    | 1 605                              |
| 5e                                 | Kas-Campagnolo                     | Espagne                            |                                    | 1 721                              |
| 6e                                 | Jollj Ceramica-Decor (en)          | Italie                             |                                    | 1 724                              |
| 7e                                 | Gitane-Campagnolo                  | France                             |                                    | 1 728                              |
| 8e                                 | Brooklyn                           | Italie                             |                                    | 1 816                              |
| 9e                                 | Lejeune-BP                         | France                             |                                    | 1 992                              |
| 10e                                | TI-Raleigh-Campagnolo              | Pays-Bas                           |                                    | 2 023                              |
| modifier                           |                                    |                                    |                                    |                                    |

### Évolution des classements
| Étape              | Vainqueur             | Classement général | Classement par points | Classement de la montagne          | Classement du meilleur jeune | Classement des sprints intermédiaires | Classement par équipes | Classement par équipes | Classement de la combativité |
| Étape              | Vainqueur             | Classement général | Classement par points | Classement de la montagne          | Classement du meilleur jeune | Classement des sprints intermédiaires | au temps               | aux points             | Classement de la combativité |
| ------------------ | --------------------- | ------------------ | --------------------- | ---------------------------------- | ---------------------------- | ------------------------------------- | ---------------------- | ---------------------- | ---------------------------- |
| P                  | Freddy Maertens       | Freddy Maertens    | Freddy Maertens       | Non décerné                        | Bert Pronk                   | Non décerné                           | Gan-Mercier-Hutchinson | Gan-Mercier-Hutchinson | Non décerné                  |
| 1                  | Freddy Maertens       | Freddy Maertens    | Freddy Maertens       | Hennie Kuiper et Roger Legeay      | Bert Pronk                   | Freddy Maertens                       | Gan-Mercier-Hutchinson | TI-Raleigh-Campagnolo  | Martín Emilio Rodríguez      |
| 2                  | Giovanni Battaglin    | Freddy Maertens    | Freddy Maertens       | Arnaldo Caverzasi                  | Bert Pronk                   | Freddy Maertens                       | Gan-Mercier-Hutchinson | TI-Raleigh-Campagnolo  | Jean-Pierre Genet            |
| 3                  | Freddy Maertens       | Freddy Maertens    | Freddy Maertens       | Arnaldo Caverzasi                  | Bert Pronk                   | Freddy Maertens                       | Flandria-Velda         | TI-Raleigh-Campagnolo  | no award                     |
| 4                  | Hennie Kuiper         | Freddy Maertens    | Freddy Maertens       | Hennie Kuiper et Arnaldo Caverzasi | Bert Pronk                   | Freddy Maertens                       | Flandria-Velda         | TI-Raleigh-Campagnolo  | Joël Hauvieux                |
| 5a                 | TI-Raleigh-Campagnolo | Freddy Maertens    | Freddy Maertens       | Hennie Kuiper et Arnaldo Caverzasi | Bert Pronk                   | Freddy Maertens                       | Flandria-Velda         | TI-Raleigh-Campagnolo  | Pedro Torres                 |
| 5b                 | Miguel María Lasa     | Freddy Maertens    | Freddy Maertens       | Hennie Kuiper et Arnaldo Caverzasi | Bert Pronk                   | Robert Mintkiewicz                    | Flandria-Velda         | TI-Raleigh-Campagnolo  | Pedro Torres                 |
| 6                  | Aldo Parecchini       | Freddy Maertens    | Freddy Maertens       | Hennie Kuiper et Arnaldo Caverzasi | Bert Pronk                   | Robert Mintkiewicz                    | Brooklyn               | Gan-Mercier-Hutchinson | Luis Ocaña                   |
| 7                  | Freddy Maertens       | Freddy Maertens    | Freddy Maertens       | Hennie Kuiper                      | Bert Pronk                   | Freddy Maertens                       | Gan-Mercier-Hutchinson | Gan-Mercier-Hutchinson | Luis Ocaña                   |
| 8                  | Jacques Esclassan     | Freddy Maertens    | Freddy Maertens       | Giancarlo Bellini                  | Bert Pronk                   | Robert Mintkiewicz                    | Gan-Mercier-Hutchinson | Gan-Mercier-Hutchinson | Bernard Labourdette          |
| 9                  | Joop Zoetemelk        | Lucien Van Impe    | Freddy Maertens       | Giancarlo Bellini                  | Patrick Perret               | Robert Mintkiewicz                    | Gan-Mercier-Hutchinson | Gan-Mercier-Hutchinson | Giancarlo Bellini            |
| 10                 | Joop Zoetemelk        | Lucien Van Impe    | Freddy Maertens       | Lucien Van Impe                    | Alain Meslet                 | Robert Mintkiewicz                    | Gan-Mercier-Hutchinson | Gan-Mercier-Hutchinson | Gianbattista Baronchelli     |
| 11                 | José Luis Viejo       | Lucien Van Impe    | Freddy Maertens       | Lucien Van Impe                    | Alain Meslet                 | Robert Mintkiewicz                    | Gan-Mercier-Hutchinson | Gan-Mercier-Hutchinson | José Casas                   |
| 12                 | Raymond Delisle       | Raymond Delisle    | Freddy Maertens       | Lucien Van Impe                    | Alain Meslet                 | Freddy Maertens                       | Peugeot-Esso-Michelin  | Gan-Mercier-Hutchinson | Roger Legeay                 |
| 13                 | Willy Teirlinck       | Raymond Delisle    | Freddy Maertens       | Giancarlo Bellini                  | Alain Meslet                 | Freddy Maertens et Robert Mintkiewicz | Peugeot-Esso-Michelin  | Gan-Mercier-Hutchinson | Roland Berland               |
| 14                 | Lucien Van Impe       | Lucien Van Impe    | Freddy Maertens       | Lucien Van Impe                    | Alain Meslet                 | Freddy Maertens et Robert Mintkiewicz | Kas-Campagnolo         | Gan-Mercier-Hutchinson | Lucien Van Impe              |
| 15                 | Wladimiro Panizza     | Lucien Van Impe    | Freddy Maertens       | Lucien Van Impe                    | Alain Meslet                 | Freddy Maertens et Robert Mintkiewicz | Kas-Campagnolo         | Gan-Mercier-Hutchinson | Wladimiro Panizza            |
| 16                 | Michel Pollentier     | Lucien Van Impe    | Freddy Maertens       | Lucien Van Impe                    | Alain Meslet                 | Robert Mintkiewicz                    | Kas-Campagnolo         | Gan-Mercier-Hutchinson | Roger Legeay                 |
| 17                 | Ferdinand Bracke      | Lucien Van Impe    | Freddy Maertens       | Lucien Van Impe                    | Bert Pronk                   | Robert Mintkiewicz                    | Kas-Campagnolo         | Gan-Mercier-Hutchinson | Joop Zoetemelk               |
| 18a                | Freddy Maertens       | Lucien Van Impe    | Freddy Maertens       | Lucien Van Impe                    | Bert Pronk                   | Robert Mintkiewicz                    | Kas-Campagnolo         | Gan-Mercier-Hutchinson | Guy Sibille                  |
| 18b                | Freddy Maertens       | Lucien Van Impe    | Freddy Maertens       | Lucien Van Impe                    | Bert Pronk                   | Robert Mintkiewicz                    | Kas-Campagnolo         | Gan-Mercier-Hutchinson | Guy Sibille                  |
| 18c                | Gerben Karstens       | Lucien Van Impe    | Freddy Maertens       | Giancarlo Bellini                  | Bert Pronk                   | Robert Mintkiewicz                    | Kas-Campagnolo         | Gan-Mercier-Hutchinson | Guy Sibille                  |
| 19                 | Hubert Mathis         | Lucien Van Impe    | Freddy Maertens       | Giancarlo Bellini                  | Bert Pronk                   | Robert Mintkiewicz                    | Kas-Campagnolo         | Gan-Mercier-Hutchinson | Hubert Mathis                |
| 20                 | Joop Zoetemelk        | Lucien Van Impe    | Freddy Maertens       | Lucien Van Impe                    | Enrique Martínez Heredia     | Robert Mintkiewicz                    | Kas-Campagnolo         | Gan-Mercier-Hutchinson | Patrick Béon                 |
| 21                 | Freddy Maertens       | Lucien Van Impe    | Freddy Maertens       | Giancarlo Bellini                  | Enrique Martínez Heredia     | Robert Mintkiewicz                    | Kas-Campagnolo         | Gan-Mercier-Hutchinson | Freddy Maertens              |
| 22a                | Freddy Maertens       | Lucien Van Impe    | Freddy Maertens       | Giancarlo Bellini                  | Enrique Martínez Heredia     | Robert Mintkiewicz                    | Kas-Campagnolo         | Gan-Mercier-Hutchinson | Non décerné                  |
| 22b                | Gerben Karstens       | Lucien Van Impe    | Freddy Maertens       | Giancarlo Bellini                  | Enrique Martínez Heredia     | Robert Mintkiewicz                    | Kas-Campagnolo         | Gan-Mercier-Hutchinson | Non décerné                  |
| Classements finals | Classements finals    | Lucien Van Impe    | Freddy Maertens       | Giancarlo Bellini                  | Enrique Martínez Heredia     | Robert Mintkiewicz                    | Kas-Campagnolo         | Gan-Mercier-Hutchinson | Raymond Delisle              |

## Liste des coureurs
La liste ci-dessous présente les coureurs inscrits par numéro de dossard.
| Légende | Légende                                                                    | Légende | Légende                                                    |
| ------- | -------------------------------------------------------------------------- | ------- | ---------------------------------------------------------- |
| Num     | Dossard de départ porté par le coureur sur ce Tour                         | Pos     | Position à l'arrivée de la course                          |
|         | Indique un maillot de champion national ou mondial, suivi de sa spécialité | NP      | Indique un coureur qui n'a pas pris le départ de la course |
| AB      | Indique un coureur qui n'a pas terminé la course                           | HD      | Indique un coureur qui a terminé la course hors des délais |

| Peugeot-Esso-Michelin                                 | Peugeot-Esso-Michelin          | Peugeot-Esso-Michelin |
| ----------------------------------------------------- | ------------------------------ | --------------------- |
| Num                                                   | Coureur                        | Pos                   |
| 1                                                     | Bernard Thévenet (FRA)         | AB-19                 |
| 2                                                     | Patrick Béon (FRA)             | 61e                   |
| 3                                                     | Bernard Bourreau (FRA)         | 30e                   |
| 4                                                     | Jean-Pierre Danguillaume (FRA) | 22e                   |
| 5                                                     | Raymond Delisle (FRA)          | 4e                    |
| 6                                                     | Jacques Esclassan (FRA)        | 80e                   |
| 7                                                     | Jean-Luc Molinéris (FRA)       | DQ-15                 |
| 8                                                     | Régis Ovion (FRA)              | 28e                   |
| 9                                                     | Charly Rouxel (FRA)            | 58e                   |
| 10                                                    | Guy Sibille (FRA)              | 47e                   |
| Directeurs sportifs : Maurice De Muer et Robert Naeye |                                |                       |

| Gitane-Campagnolo                   | Gitane-Campagnolo        | Gitane-Campagnolo |
| ----------------------------------- | ------------------------ | ----------------- |
| Num                                 | Coureur                  | Pos               |
| 11                                  | Lucien Van Impe (BEL)    | 1er               |
| 12                                  | Hubert Arbès (FRA)       | 53e               |
| 13                                  | André Chalmel (FRA)      | 65e               |
| 14                                  | Jean Chassang (FRA)      | AB-10             |
| 15                                  | René Dillen (BEL)        | 74e               |
| 16                                  | Raymond Martin (FRA)     | 15e               |
| 17                                  | Alain Meslet (FRA)       | 24e               |
| 18                                  | Robert Mintkiewicz (FRA) | 49e               |
| 19                                  | Willy Teirlinck (BEL)    | 67e               |
| 20                                  | Sylvain Vasseur (FRA)    | 60e               |
| Directeur sportif : Cyrille Guimard |                          |                   |

| Gan-Mercier-Hutchinson          | Gan-Mercier-Hutchinson    | Gan-Mercier-Hutchinson |
| ------------------------------- | ------------------------- | ---------------------- |
| Num                             | Coureur                   | Pos                    |
| 21                              | Raymond Poulidor (FRA)    | 3e                     |
| 22                              | Régis Delépine (FRA)      | 73e                    |
| 23                              | Jean-Pierre Genet (FRA)   | 43e                    |
| 24                              | Yves Hézard (FRA)         | 45e                    |
| 25                              | Maurice Le Guilloux (FRA) | 48e                    |
| 26                              | Michel Périn (FRA)        | 40e                    |
| 27                              | Christian Seznec (FRA)    | 29e                    |
| 28                              | Georges Talbourdet (FRA)  | 21e                    |
| 29                              | Gerard Vianen (NED)       | 76e                    |
| 30                              | Joop Zoetemelk (NED)      | 2e                     |
| Directeur sportif : Louis Caput |                           |                        |

| Kas-Campagnolo                                          | Kas-Campagnolo                 | Kas-Campagnolo |
| ------------------------------------------------------- | ------------------------------ | -------------- |
| Num                                                     | Coureur                        | Pos            |
| 31                                                      | Francisco Galdós (ESP)         | 6e             |
| 32                                                      | Eulalio Garcia (ESP)           | AB-4           |
| 33                                                      | Vicente López Carril (ESP)     | 10e            |
| 34                                                      | Enrique Martínez Heredia (ESP) | 23e            |
| 35                                                      | José Martins (POR)             | 12e            |
| 36                                                      | Antonio Martos (ESP)           | 25e            |
| 37                                                      | Carlos Melero (ESP)            | 52e            |
| 38                                                      | Antonio Menéndez (ESP)         | 27e            |
| 39                                                      | Domingo Perurena (ESP)         | 71e            |
| 40                                                      | José Pesarrodona (ESP)         | 11e            |
| Directeurs sportifs : Antonio Barrutia et Eusebio Vélez |                                |                |

| Super Ser (es)                    | Super Ser (es)             | Super Ser (es) |
| --------------------------------- | -------------------------- | -------------- |
| Num                               | Coureur                    | Pos            |
| 41                                | Luis Ocaña (ESP)           | 14e            |
| 42                                | Roland Berland (FRA)       | 72e            |
| 43                                | Jose Casas (ESP)           | AB-14          |
| 44                                | Josef Fuchs (SUI)          | AB-5           |
| 45                                | Anastasio Greciano (ESP)   | AB-12          |
| 46                                | Santiago Lazcano (ESP)     | 68e            |
| 47                                | Jesús Manzaneque (ESP)     | AB-10          |
| 48                                | Pedro Torres (ESP)         | 17e            |
| 49                                | José Luis Uribezubia (ESP) | 86e            |
| 50                                | José Luis Viejo (ESP)      | 31e            |
| Directeur sportif : Gabriel Saura |                            |                |

| TI-Raleigh-Campagnolo          | TI-Raleigh-Campagnolo  | TI-Raleigh-Campagnolo |
| ------------------------------ | ---------------------- | --------------------- |
| Num                            | Coureur                | Pos                   |
| 51                             | Hennie Kuiper (NED)    | AB-14                 |
| 52                             | José De Cauwer (BEL)   | 79e                   |
| 53                             | Ko Hoogedoorn (NED)    | AB-7                  |
| 54                             | Gerben Karstens (NED)  | 84e                   |
| 55                             | Gerrie Knetemann (NED) | NP-15                 |
| 56                             | Bert Pronk (NED)       | 26e                   |
| 57                             | Jan Raas (NED)         | 83e                   |
| 58                             | Aad van den Hoek (NED) | 87e                   |
| 59                             | Jan van Katwijk (NED)  | HD-10                 |
| 60                             | Piet van Katwijk (NED) | HD-10                 |
| Directeur sportif : Peter Post |                        |                       |

| Jobo-Wolber-La France                                  | Jobo-Wolber-La France     | Jobo-Wolber-La France |
| ------------------------------------------------------ | ------------------------- | --------------------- |
| Num                                                    | Coureur                   | Pos                   |
| 61                                                     | André Romero (FRA)        | 39e                   |
| 62                                                     | Jacques Boulas (FRA)      | HD-5                  |
| 63                                                     | Robert Bouloux (FRA)      | 20e                   |
| 64                                                     | Alain Cigana (FRA)        | AB-14                 |
| 65                                                     | André Corbeau (FRA)       | AB-12                 |
| 66                                                     | Guy Dolhats (FRA)         | HD-10                 |
| 67                                                     | Henri-Paul Fin (FRA)      | HD-10                 |
| 68                                                     | Bernard Labourdette (FRA) | 41e                   |
| 69                                                     | Claude Magni (FRA)        | HD-10                 |
| 70                                                     | Guy Maingon (FRA)         | 75e                   |
| Directeurs sportifs : Guy Faubert et Christian Lapébie |                           |                       |

| Flandria-Velda                          | Flandria-Velda               | Flandria-Velda |
| --------------------------------------- | ---------------------------- | -------------- |
| Num                                     | Coureur                      | Pos            |
| 71                                      | Freddy Maertens (BEL)        | 8e             |
| 72                                      | Herman Beysens (BEL)         | 62e            |
| 73                                      | Marc Demeyer (BEL)           | 56e            |
| 74                                      | Eric Loder (SUI)             | HD-10          |
| 75                                      | Michel Pollentier (BEL)      | 7e             |
| 76                                      | Iwan Schmid (SUI)            | 51e            |
| 77                                      | Tino Tabak (NED)             | DQ-15          |
| 78                                      | Herman Van Springel (BEL)    | DQ-15          |
| 79                                      | Albert Van Vlierberghe (BEL) | 57e            |
| 80                                      | Frans Verhaegen (BEL)        | AB-10          |
| Directeur sportif : Guillaume Driessens |                              |                |

| Miko-De Gribaldy-Superia             | Miko-De Gribaldy-Superia | Miko-De Gribaldy-Superia |
| ------------------------------------ | ------------------------ | ------------------------ |
| Num                                  | Coureur                  | Pos                      |
| 81                                   | Michel Laurent (FRA)     | HD-11                    |
| 82                                   | Jean-Pierre Baert (BEL)  | HD-5                     |
| 83                                   | Maurizio Bellet (ITA)    | DQ-15                    |
| 84                                   | Thierry Bolle (SUI)      | AB-10                    |
| 85                                   | Michel Charlier (FRA)    | NP-6                     |
| 86                                   | Antoine Gutierrez (FRA)  | AB-12                    |
| 87                                   | Roger Loysch (BEL)       | 82e                      |
| 88                                   | Hubert Mathis (FRA)      | 33e                      |
| 89                                   | Patrick Perret (FRA)     | AB-15                    |
| 90                                   | Paul Wellens (BEL)       | 69e                      |
| Directeur sportif : Jean de Gribaldy |                          |                          |

| Jollj Ceramica-Decor (en)          | Jollj Ceramica-Decor (en) | Jollj Ceramica-Decor (en) |
| ---------------------------------- | ------------------------- | ------------------------- |
| Num                                | Coureur                   | Pos                       |
| 91                                 | Fausto Bertoglio (ITA)    | 9e                        |
| 92                                 | Alessio Antonini (ITA)    | 59e                       |
| 93                                 | Giovanni Battaglin (ITA)  | NP-12                     |
| 94                                 | Marcello Bergamo (ITA)    | 38e                       |
| 95                                 | Alfredo Chinetti (ITA)    | HD-10                     |
| 96                                 | Simone Fraccaro (ITA)     | AB-5                      |
| 97                                 | Pierino Gavazzi (ITA)     | 63e                       |
| 98                                 | Donato Giuliani (ITA)     | 32e                       |
| 99                                 | Knut Knudsen (NOR)        | 64e                       |
| 100                                | Enrico Maggioni (ITA)     | AB-12                     |
| Directeur sportif : Marino Fontana |                           |                           |

| Lejeune-BP                                           | Lejeune-BP             | Lejeune-BP |
| ---------------------------------------------------- | ---------------------- | ---------- |
| Num                                                  | Coureur                | Pos        |
| 101                                                  | Mariano Martinez (FRA) | 42e        |
| 102                                                  | Ferdinand Bracke (BEL) | 77e        |
| 103                                                  | Joël Hauvieux (FRA)    | 70e        |
| 104                                                  | Ferdinand Julien (FRA) | 19e        |
| 105                                                  | Éric Lalouette (FRA)   | 85e        |
| 106                                                  | Michel Le Denmat (FRA) | 46e        |
| 107                                                  | Roger Legeay (FRA)     | 35e        |
| 108                                                  | Eugène Plet (FRA)      | AB-6       |
| 109                                                  | Roy Schuiten (NED)     | AB-10      |
| 110                                                  | Roland Smet (FRA)      | 81e        |
| Directeurs sportifs : Henri Anglade et Pierre Schoor |                        |            |

| Brooklyn                            | Brooklyn                       | Brooklyn |
| ----------------------------------- | ------------------------------ | -------- |
| Num                                 | Coureur                        | Pos      |
| 111                                 | Ronald De Witte (BEL)          | 18e      |
| 112                                 | Giancarlo Bellini (ITA)        | 16e      |
| 113                                 | Luciano Borgognoni (ITA)       | AB-10    |
| 114                                 | Willy De Geest (BEL)           | AB-7     |
| 115                                 | Ercole Gualazzini (ITA)        | AB-10    |
| 116                                 | Valerio Lualdi (ITA)           | NP-13    |
| 117                                 | Marcello Osler (ITA)           | 66e      |
| 118                                 | Aldo Parecchini (ITA)          | AB-8     |
| 119                                 | Adriano Passuello (ITA)        | 78e      |
| 120                                 | Herman Van Der Slagmolen (BEL) | 54e      |
| Directeur sportif : Franco Cribiori |                                |          |

| Scic-Fiat                           | Scic-Fiat                      | Scic-Fiat |
| ----------------------------------- | ------------------------------ | --------- |
| Num                                 | Coureur                        | Pos       |
| 121                                 | Gianbattista Baronchelli (ITA) | NP-15     |
| 122                                 | Arnaldo Caverzasi (ITA)        | 44e       |
| 123                                 | Luciano Conati (ITA)           | 37e       |
| 124                                 | José Grande (ESP)              | AB-12     |
| 125                                 | Miguel María Lasa (ESP)        | 34e       |
| 126                                 | Wladimiro Panizza (ITA)        | 13e       |
| 127                                 | Enrico Paolini (ITA)           | 50e       |
| 128                                 | Walter Riccomi (ITA)           | 5e        |
| 129                                 | Attilio Rota (ITA)             | 36e       |
| 130                                 | Celestino Vercelli (ITA)       | 55e       |
| Directeur sportif : Carlo Chiappano |                                |           |